# Centrale de Dinorwig
La centrale hydroélectrique de Dinorwig, connue aussi comme Electric Mountain, est une centrale hydroélectrique de pompage du Royaume-Uni, près du hameau de Dinorwig rattaché à la communauté de Llanberis dans le parc naturel de Snowdonia, région de Gwynedd au Pays de Galles pour une production acheminable d'énergie. L'aménagement hydroélectrique de Dinorwig est composé de 16 km de tunnels, 1 million de tonnes de béton, 200 000 tonnes de ciment et 4 500 tonnes d'acier.

## Historique

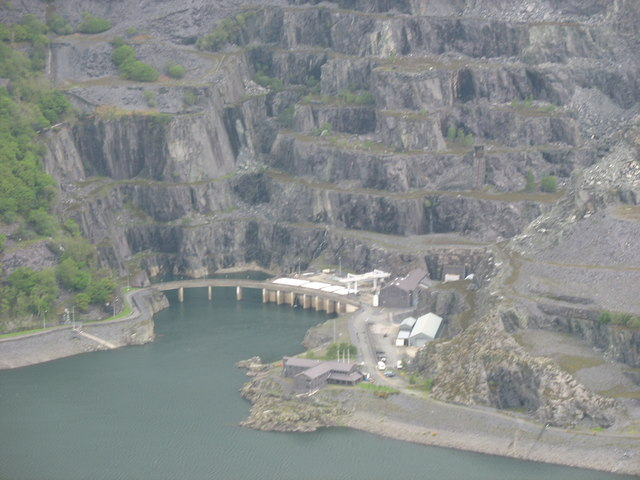
Le bassin d'évacuation et de prise d'eau de la centrale de Dinorwig.

La construction de l'aménagement hydroélectrique de Dinorwig a commencé en 1974 et s'est terminée en 1984 ; c'était le plus grand système de pompage-turbinage d'Europe à l'époque de sa construction ; c'est aujourd'hui (2013) le second après Grand'Maison en France. Le site de construction est une ancienne carrière d'ardoise ; afin de préserver la beauté du parc naturel de Snowdonia, la centrale elle-même a été construite entièrement en souterrain, à l'intérieur de la montagne Elidir Fawr. Le projet a coûté 425 millions de £ ; ce fut à l'époque le plus gros contrat de travaux publics jamais signé par le gouvernement britannique. Le chantier fut mené à bien par un consortium Alfred McAlpine / Brand / Zschokke ; 12 000 000 de tonnes de roches furent extraites de la montagne, créant des tunnels assez larges pour que deux camions puissent se croiser confortablement, et une énorme caverne de 51 m de haut, 180 m de long et 23 m de large connue comme "the concert hall". Ceci est l'origine du surnom de la centrale : Electric Mountain (la montagne électrique). La centrale est connectée à la sous-station de Pentir de National Grid par des câbles 400 kV enterrés sur près de 10 km, afin d'éviter des pylônes disgracieux pour transporter l'électricité à travers le parc naturel.
L'objectif visé par cet aménagement était de remédier aux difficultés grandissantes que rencontrait le gestionnaire du réseau britannique, National Grid, pour ajuster en temps réel la production d'électricité à la demande ; en effet, la quasi-totalité du parc de centrales du pays était composée de centrales au charbon et de centrales nucléaires, qui n'ont que de faibles capacités de modulation de leur puissance, alors que la demande varie fortement et souvent très rapidement.
L'arrivée des centrales à gaz, au fonctionnement beaucoup plus souple, à partir de la fin des années 1980, a notablement réduit le problème d'ajustement à la pointe, si bien qu'un autre projet de centrale de pompage-turbinage, celui d'Exmoor, a été abandonné.

## Caractéristiques techniques des réservoirs

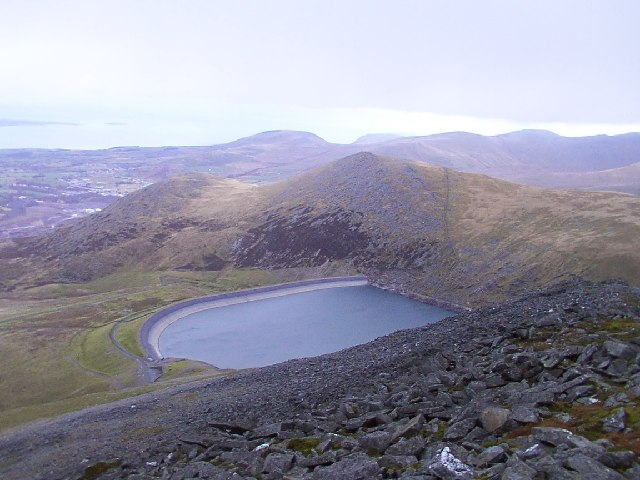
Réservoir Marchlyn Mawr vu du mont Elidir Fawr.

Le réservoir supérieur est le lac naturel Marchlyn Mawr, retenu par une moraine de 40 m de hauteur, qui a été rehaussée par une digue d'enrochements étanchée par du béton asphalté construite de 1975 à 1979, élevant le niveau de l'eau de 33 m afin de porter sa capacité naturelle de 2,5 million de m³ à 9,2 millions de m³, dont 6,7 millions de m³ de volume utile ; son altitude maximale est de 636 m.
Le réservoir inférieur est le lac naturel Llyn Peris, lac de 1,8 km de long retenu par une moraine glaciaire.

## Conduite forcée

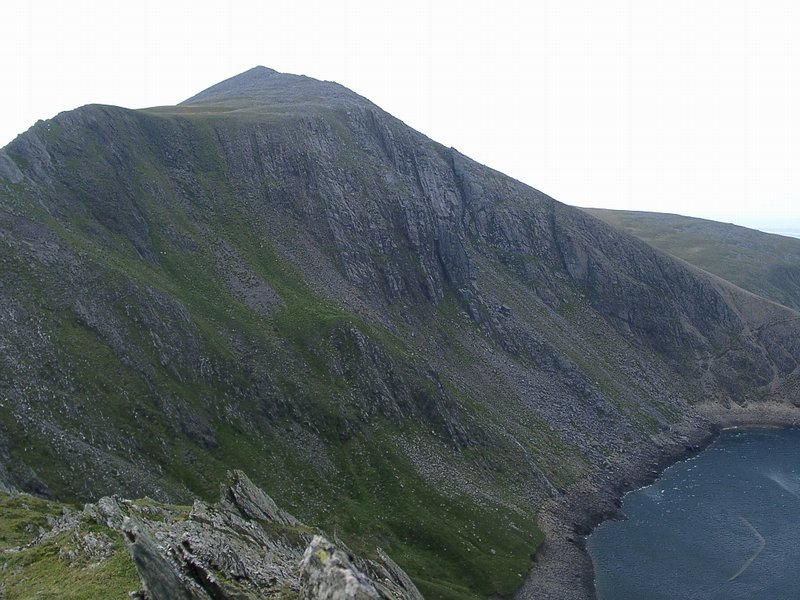
Mont Elidir Fawr avec le lac Marchlyn Mawr à droite.

Depuis le réservoir, un tunnel de 10,5 m de diamètre mène sur 1,7 km à un puits vertical de 10 m de diamètre. Depuis le fond de ce puits, un tunnel de 9,45 m de diamètre conduit à la centrale, à 670 m.

## Centrale électrique

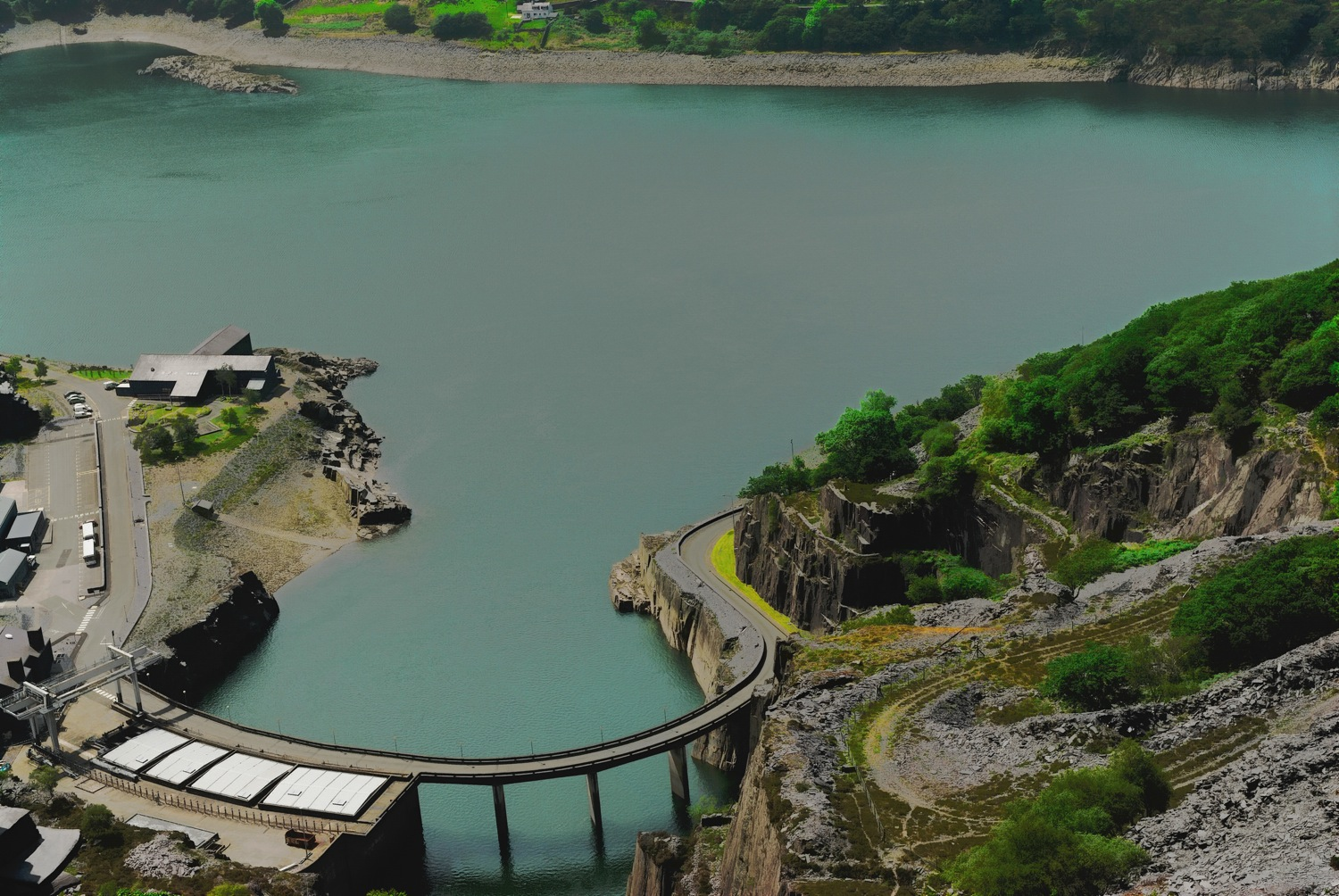
Vue plongeante sur la centrale depuis le sentier d'ardoisiers au-dessus.

La centrale est construite en caverne à 750 m à l'intérieur de la montagne Elidir Fawr ; Le hall des turbines est à 71 m sous le niveau maximum du lac Llyn Peris ; il est long de 180 m, large de 23 m et haute de 51 m au maximum ; la salle des transformateurs est longue de 160 m, large de 23 m et haute de 17 m au maximum.
La centrale est équipée de 6 turbines réversibles Francis dont la puissance moyenne est de 275 MW en pompage et 288 MW en turbinage ; la capacité du réservoir permet 5 heures de turbinage ; la vitesse de montée en puissance est remarquable : un groupe à l'arrêt peut atteindre sa puissance maximale en 75 secondes ; dans les situations d'urgence, à partir d'un état de standby  synchronisé et en réserve tournante, il peut passer de 0 à 1320 MW en 12 secondes.
Une autre fonctionnalité importante de Dinorwig est qu'elle a été conçue pour aider au redémarrage du réseau national en cas de panne générale du réseau (black start). Elle est équipée de générateurs diesel et de batteries de grande taille qui permettraient à la centrale de redémarrer même dans le cas d'une défaillance complète du réseau (Dinorwig n'est pas unique à cet égard : certaines centrales à combustible fossile sont aussi capables de redémarrage autonome).

## Transfert d'énergie par pompage
L'eau est stockée en altitude dans le réservoir de Marchlyn Mawr et est déversée dans le lac Llyn Peris à travers les turbines pendant les périodes de forte demande d'électricité. Elle est pompée à nouveau de Llyn Peris vers Marchlyn Mawr pendant les périodes creuses. Bien qu'il dépense plus d'électricité pour pomper l'eau qu'il n'en produit en turbinant, le pompage est rentable, car effectué à des périodes de faible demande, lorsque l'électricité coûte beaucoup moins cher qu'en période de pointe.
La centrale fonctionne en moyenne à 74–75 % de rendement.
L'utilisation des centrales de pompage-turbinage est de nos jours moins axée sur la couverture de la pointe que sur la réserve opérationnelle à court terme, permettant d'apporter une réponse à des variations très rapides de la demande (causées par exemple par le début de la retransmission d'un match à la TV ou par les pauses publicitaires TV amenant des millions de Britanniques à brancher simultanément leur théière électrique) ou à la perte soudaine de lignes par avarie, ou encore à des coups de vent apportant brusquement une forte production des éoliennes, qui cessent aussi brusquement qu'ils étaient survenus.
Ce rôle très important de réponse à des pics de demande soudains peut aussi être assuré  en utilisant des réserves de capacité de centrales conventionnelles tournant à faible charge (réserve tournante), mais avec un moindre rendement, et ainsi capable d'être rapidement poussées à pleine charge en cas de besoin. Ceci impliquerait de produire 1 330 à 1 590 GWh d'électricité additionnelle par an et d'émettre plus de 140 000 tonnes de CO2 par an.

## Environnement

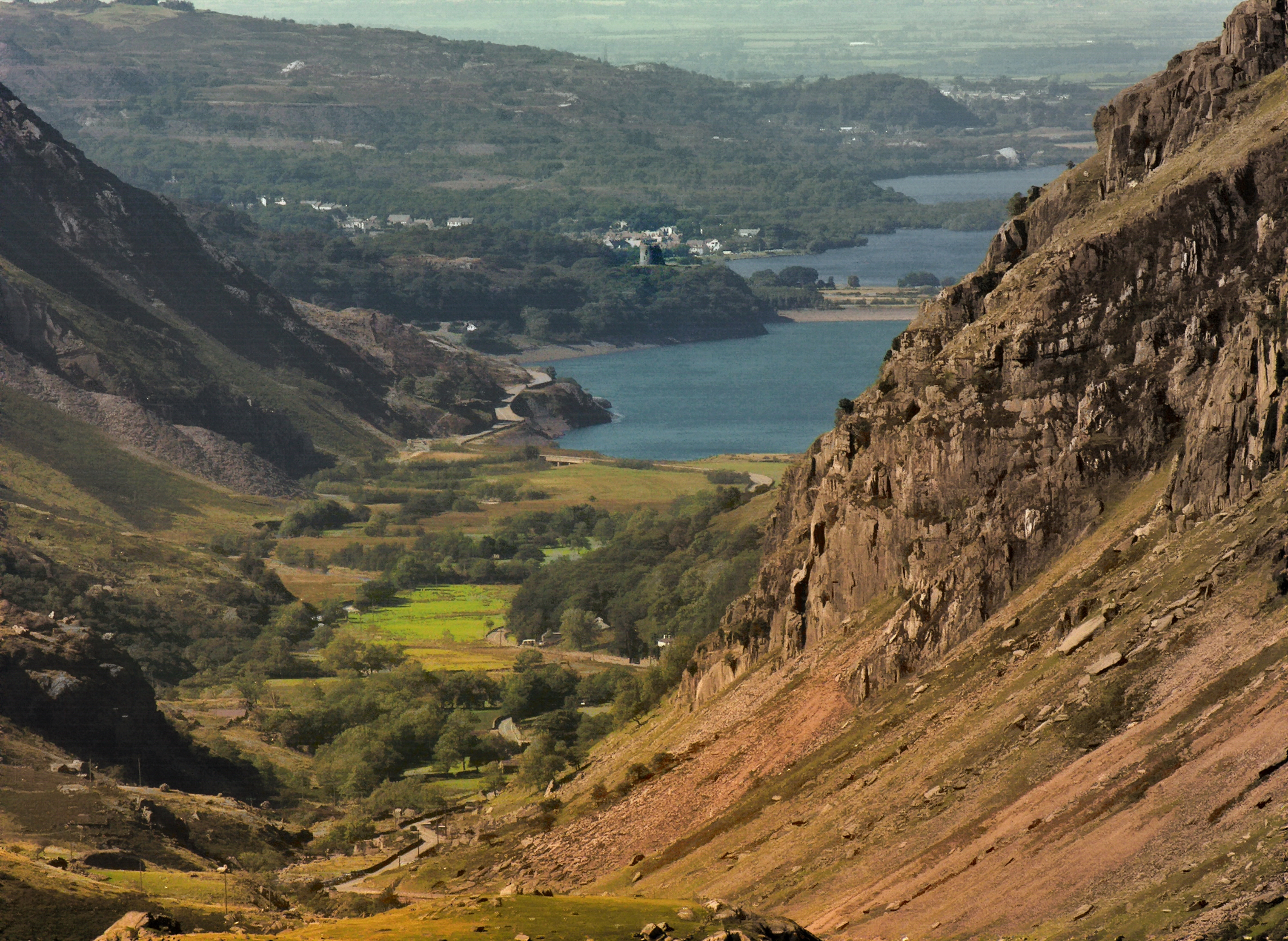
Vue depuis le Llanberis Pass sur Llyn Peris et Llyn Padarn.

L'eau en excès du lac Llyn Peris se déverse dans le lac Llyn Padarn et est perdue pour le  système des deux réservoirs. Llyn Peris et Llyn Padarn étaient des habitats ancestraux pour l'omble chevalier, un poisson rare au Royaume-Uni. Lorsque l'aménagement de Dinorwig a été inauguré, un sauvetage des poissons a été organisé pour transférer les ombles du Llyn Peris vers d'autres lacs locaux appropriés et il semble que, du fait des variations très importantes des niveaux d'eau dans le Llyn Peris, l'omble chevalier est maintenant absent de ce lac.

## Tourisme
La centrale est aussi mise en avant comme attraction touristique : les visiteurs se voient proposer un tour en minibus pour voir de près le fonctionnement de l'aménagement, à l'intérieur de l'"Electric Mountain".

## Source de traduction
- (en) Cet article est partiellement ou en totalité issu de l’article de Wikipédia en anglais intitulé « Dinorwig Power Station » (voir la liste des auteurs).